# Vulkán Gyógy- és Élményfürdő

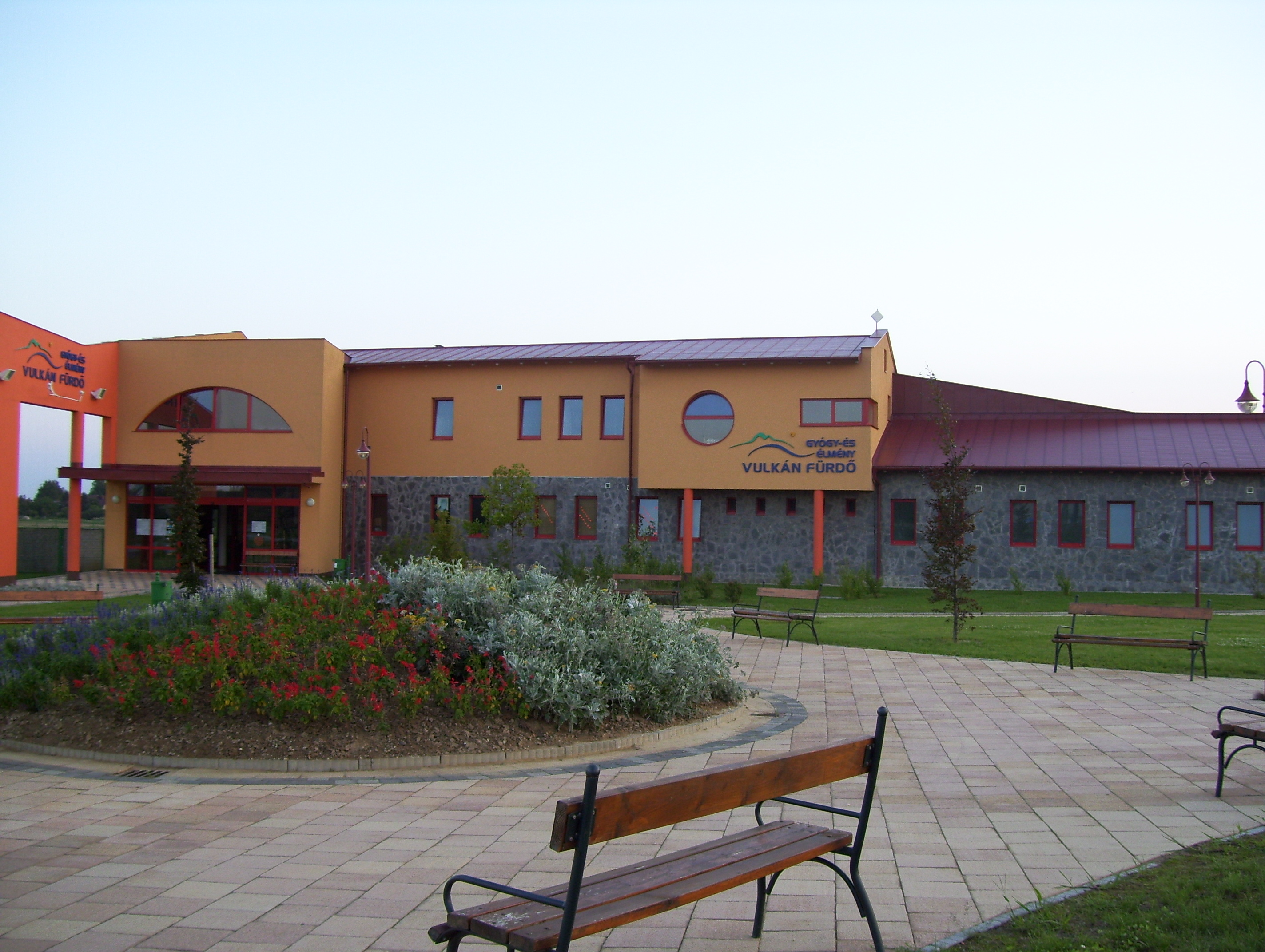
Fürdő bejárata és előkertje

A Vulkán Gyógy- és Élményfürdő Celldömölkön található, Szombathelytől 45 km-re és Pápától 30 km-re. 2005 őszén nyitotta meg kapuit.
A fürdőt zöld övezet veszi körül, hátterében a vulkanikus Ság hegy látható.

## Termálvíz összetétele és hatásai
A gyógyvíz összetétele: nátrium-hidrogén-karbonátos, kloridos típusú lágy víz, kis mennyiségű kalciumot, magnéziumot és sok fluoridot tartalmazó, kissé szulfidos meleg víz. A víz mozgásszervi panaszok enyhítésére és betegségek kezelésére alkalmas.

## Medencék

### Egész évben használható medencék
| Típus                                   | Vízhőmérséklet | Mélység                           |
| --------------------------------------- | -------------- | --------------------------------- |
| Hat sávos 25 méteres hosszú úszómedence | 25 - 27 °C     | 2,3 m                             |
| Ülőpados kiúszós termálvizes medence    | 36 - 37 °C     | 1,3 m                             |
| Jakuzzi gyógyvizes medence              | 33 - 34 °C     | 0,9 m                             |
| Tanmedence                              | 30 °C          | Fokozatosan mélyül 0,8 - 1,1 m-ig |

### Nyári hónapokban használható medencék
| Típus                                                            | Vízhőmérséklet | Mélység        |
| ---------------------------------------------------------------- | -------------- | -------------- |
| Élményelemekkel és látványszökőkutakkal felszerelt strandmedence | 27 - 29 °C     | 1,2 m          |
| Gyermek csúszdás medence                                         | 30 - 32 °C     | 0,6 - 0,8 m-ig |
| Kisgyermek pancsoló                                              | 28 - 30 °C     | 0,2 m          |